# Антоніо Манетті
Антоніо ді Туччо Манетті (італ. Antonio Manetti; 6 липня 1423 — 26 травня 1497) — італійський математик і архітектор із Флоренції.  Він особливо відомий своїми дослідженнями місця, форми та розміру «Пекла» Данте . Хоча сам Манетті ніколи не публікував своїх досліджень на цю тему, найдавніші флорентійські редактори поеми епохи Відродження Крістофоро Ландіно та Джироламо Бенівієні повідомили про результати його досліджень у своїх відповідних виданнях «Божественної комедії». Манетті також відомий своїм оповіданням «Товстий тесляр».у якому розповідається про жорстокий жарт, придуманий Брунеллескі. Крім того, його передбачуване авторство біографії Філіппо Брунеллескі широко обговорювалося та аналізувалося. Манетті також був членом Arte di Por Santa Maria (також відомої як Arte della Seta ), однієї з семи гільдій Arti Maggiori Флорентії.
Народившись у родині торговців шовком , Манетті не лише отримав чудову освіту, але й мав достатньо вільного часу, у якому він міг розвивати свої інтереси, зокрема математику, геометрію, астрономію та філософію. 

## Приватне життя
Зі записів Parte Guelfa стає очевидним, що у Манетті було 4 брати: Неццо ді Туччо Маработтіно, Лоренцо ді Туччо Маработтіно, Маработтіно ді Туччо ді Маработтіно та Бенедетто ді Туччо Маработтіно.  У записах також є те, що схоже на його онука, Бенедетто ді Туччо ді Маработтіно, що вказує на одруження в якийсь момент його життя. 
Багато з того, що відомо про приватне життя Манетті, походить від робіт Міланезі; Він пише, що Манетті був названий Бономіні в 1470 році. Через рік він став членом Balía, а в 1475 році він став вікарієм Вальдарно ді Сопра.  У 1476 році він був одним з Пріорів, а в 1481 році він був вікарієм Валдінєволе.  У 1485 році він був Gonfaloniere di Giustizia , а після цього служив подеста Колле ді Валь д'Ельза.  Він був серед civis et architectus , який працював над фасадом Санта-Марія-дель-Фьоре в січні 1491 року. Його присутність у виконавчій гілці флорентійського уряду свідчить про те, що Манетті мав тісні зв’язки з впливовими мислителями свого часу. 
Останні документи також свідчать про те, що протягом 1466 року Манетті був частиною опери Spedale degli Innocenti. 

## Робота

### Біографія Філіппо Брунеллескі
Три рукописи життя Філіппо Брунеллескі збереглися до нашого часу. Їх називають Magliabecchiana (Magl.), Pistoiese (Pist.), Corsiniana (Cor.). 

#### Magliabecchiana (Magl.)
З усіх трьох, Magliabecchiana привернула найбільшу увагу. Перша відредагована версія каноніком Доменіко Морені була опублікована в 1812 році і приписувала роботу анонімному сучаснику Брунеллескі.  1887 рік приніс публікацію трьох нових публікацій твору.
Перше і водночас найвідоміше видання було відредаговано Гаетано Міланезі , який приписав почерк Манетті.  Міланезі також модернізував орфографію у своєму виданні, що призвело до критики його роботи. 
Інше видання Maggliabecchiana було відредаговано Карлом Фреєм у 1887 році і призначалося для використання в лекціях.  У порівнянні з іншими виданнями це було названо найближчим перекладом оригінального документа.  Фрей згадує, що Міланезі приписував авторство документа Манетті, однак він залишається критичним щодо правдивості цього твердження. 
Третя публікація була відредагованою версією перекладу Морені, зробленого Генріхом Хольцінгером, який приписує роботу Манетті, посилаючись на Міланезі як своє джерело.  Гольцінгер називає причиною цього повторного видання рідкість версії Морені в німецьких книгарнях.  Хольцінгер також стверджує, що його версія спочатку була створена без доступу до оригінального документа, і лише на пізніх етапах стало можливим порівняти його версію з документом і послатися на відхилення в його додатку. 

#### Pistoiese (Pist.)
Цей текст був виявлений і відредагований Алессандро Чіапеллі.  Публікація 1896 року надала додаткову інформацію щодо деяких робіт Брунеллескі, однак Чіапеллі критикували за те, що він працював не з оригінальною «Мальябеккіаною», а з публікацією Міланезі для першої частини своєї роботи.  Олена Тоеска опублікувала інше видання в 1927 році, використовуючи як повторно відредаговану версію видання Міланезі, так і копіювання роботи Чіапеллі. 
Ця версія рукопису залишає першу частину Житія і продовжує там, де Магл. різко зупиняється. 

#### Corsiniana (Cor.)
Цей рукопис не був опублікований і маловідомий.  Незважаючи на те, що його перше й останнє речення збігаються з рукописом Пістойезе, воно написано різними почерками, тому його не можна приписати одному автору. 

#### Авторство і дата
Хоча авторство та датування документів є предметом наукових дебатів, більшість погоджується, що документ був написаний Антоніо Манетті до 1497 року. [3  Корнель фон Фабріці спробував встановити більш точне датування, ніж смерть Манетті, і встановити роботу у 1480-х роках.  Він наводить як доказ використання минулого часу щодо Паоло даль Поццо Тосканеллі , який помер у 1482 році.  Він також стверджує, що робота мала бути закінчена до 1489 року, оскільки були внесені деякі зміни в одну з будівель Брунеллескі. зроблені в тому році і не записані в біографії. 
Коли справа доходить до авторства Magliabecchiana, дискусія починається з питання про те, чи Magl. є оригіналом документа або просто його копією.  Хоча Морені та Міланезі погоджуються, що Магл. є справді оригінальним документом, лише Фрей пропонує докази цього висновку.  Причина важливості цієї дискусії полягає в тому, що докази авторства документа, які представляє Міланезі, базуються на почерку документа.  Згодом, якщо документ є лише копією, а не оригіналом, Манетті не є оригінальним автором Magl. Крім того, важливо, що Міланезі приписує рукопис документа Манетті на основі роботи Манетті «Товстий тесляр». Це призвело до критики, оскільки Манетті відомий тим, що копіював інші твори, такі як переклад «Монархії Данте» Фічіно.  Інша частина критики полягає в тому, що твір відрізняється від інших творів, приписуваних Манетті, як довжиною, так і стилем. 
Відсутність виправлень у тексті призвела до аргументів як за, так і проти копіювання.  Його також приписують вільному стилю письма, який часто практикували флорентійські гуманісти.  Хоча остаточного висновку зробити неможливо, почерк Манетті було знайдено під наклеєним аркушем паперу, що спростовує більшість доказів копії, заснованої на відсутності виправлень. 

#### Пекло Данте
Хоча Данте описав своє Пекло , специфіка його архітектури залишилася на волю уяви його однодумців, що призвело до різних версій Пекла.  Версія Дантового пекла Манетті привернула увагу завдяки Галілео Галілею та його лекціям про Дантеве пекло в 1588 році.  У цих лекціях Галілей порівнював форму, розташування та розмір Пекла, запропонованого Антоніо Манетті та Алессандро Веллутелло з Лукки .  Причини прихильності Галілея до робіт Манетті можна простежити в політичному конфлікті з рідним містом Веллутелло Лукка. Під час попереднього військового конфлікту між двома містами в 1430 році Філіпо Брунеллескі запропонував змінити маршрут річки, щоб ізолювати Лукку та змусити капітулювати перед облогою.  Однак це зазнало вражаючої невдачі через затоплення власного табору флорентійця та призвело до приниження не лише Брунеллескі, але й усієї Флоренції. 
«Пекло» Манетті складається з конусоподібної області, вершина якої розташована в центрі, а її основа — на Єрусалимі .  Манетті пропонує пряму лінію від центру Землі, водночас найважчої частини Всесвіту, до Єрусалиму.  Дуга тягнеться від Єрусалиму над землею та водою до дванадцятої частини його кола .  Один кінець цієї дуги торкатиметься Єрусалиму, а інший кінець цієї дуги буде з’єднаний із центром землі прямою лінією.  Ці дві прямі утворюють сектор кола, який, якщо рухати по колу та прорізати землю, відкрив би конусоподібну діру; пекло . _ 
Рівні Пекла Манетті розташовані регулярно, перебуваючи між кожним рівнем на відстані 1/8 окружності Землі. Галілей підрахував, що це призведе до діаметра конуса на його поверхні в 405 миль, і це буде набагато більшим за розміром, ніж пекло Веллутелло. 
Сам Манетті ніколи не публікував своє дослідження пекла Данте, натомість його висновки опублікував Джироламо Бенев’єні в його «Діалогу про Антоніо Манетті». 

#### Товстий деревообробник
Товстий деревообробник » або «Товстий різьбяр по дереву» (IT.: Novella del Grasso Legnajulo ) — гумористична книга в традиції бефе .  У книзі розповідається про жорстоку юнацьку витівку Філіпо Брунеллескі над теслярем на ім’я Манетто . 
Події розгортаються у 1409 році у Флоренції навколо впливових людей громадського життя.  Розповідь знайомить читача з соціальною сценою художників і ремісників у Флоренції, водночас створюючи Брунеллескі як сумнівного героя.  Ці чоловіки часто вечеряють разом, але одного вечора в групі немає тесляра на ім’я Манетто.  Чоловіки інтерпретують це як образливе ставлення до Манетто, який описується як такий, що має простий розум.  Чоловіки вирішують пожартувати над Манетто як покарання за його відмову від запрошення на обід. Філіпо Брунеллескі приходить до думки переконати Манетто, що він став іншою людиною, переконавши інших чоловіків, що він досить простий, щоб у це повірити. 
Брунеллескі виконує свій план і зміг переконати Манетто, що той справді став іншою людиною.  Історія розповідає про внутрішнє замішання Манетто, зосереджуючись на психологічних аспектах витівки над теслярем.  Наприкінці оповідання Манетто їде до Угорщини та кілька разів повертається до Флоренції.  Він глибше зрозумів значення «я» і навіть посміхнувся, коли через кілька років Брунеллескі нарешті виявив, що він ідея.  Замість того, щоб зосереджуватися на жорстокості жарту, історія зосереджується на тому, як ця витівка принесла Манетто користь. 

#### Зібальдон
Зібальдоне Манетті — це збірка творів Антоніо Манетті, які приписуються іншим авторам .  Її можна знайти в Національній бібліотеці у Флоренції та включає такі твори, як « Книга Архандрео» Герарді ді Кремона, « Immago Mundia», «Della Imagine del Mondo di Santo Isidero », «De Origine Civitas Florentinae» Філіппо Вілані , «Життя Карла Великого » Донато Ачаюоло . 
Роботи свідчать про широкі інтереси Манетті, які охоплюють архітектуру , астрономію та мистецтво , математику , географію та Данте .